# Dangyuja
Dangyuja (tiếng tiếng Hàn Quốc: 당유자[taŋ.ju.dʑa]) là một loại trái cây thuộc Chi Cam chanh xuất phát từ bán đảo Triều Tiên nhất là đảo Jeju nơi dangyuja là đặc sản. Tiếng địa phương Jeju thì gọi trái này là daengyuji (댕유지 [tɛŋ.ju.dʑi]). Dangyuja có hình thù và hương vị tương tự như quả yuzu, nhưng về mặt di truyền thì gần họ bưởi hơn.
Dangyuja đã được đưa vào Ark of Taste, một danh mục quốc tế về di sản thực phẩm đang bị đe dọa.

## Miêu tả
Cây dangyuja là loài Cây lá rộng. Mỗi phiến lá dài khoảng 10–13 xentimét (3,9–5,1 in), thường xanh. Cây mọc cao trung bình khoảng 6 mét (20 ft), cành có gai. Quả hình trứng dài 10–12 xentimét (3,9–4,7 in), rộng 9–10 xentimét (3,5–3,9 in), trung bình nặng 300–500 gam (11–18 oz).
Khi chín trái có màu vàng đậm đến vàng cam. Vỏ dangyuja dày khoảng 9 milimét (0,35 in), rất thơm, nếu ăn có vị hơi đắng. Trái nhiều nước, vị chua được ưa chuộng vì hương thơm độc đáo.

## Công dụng

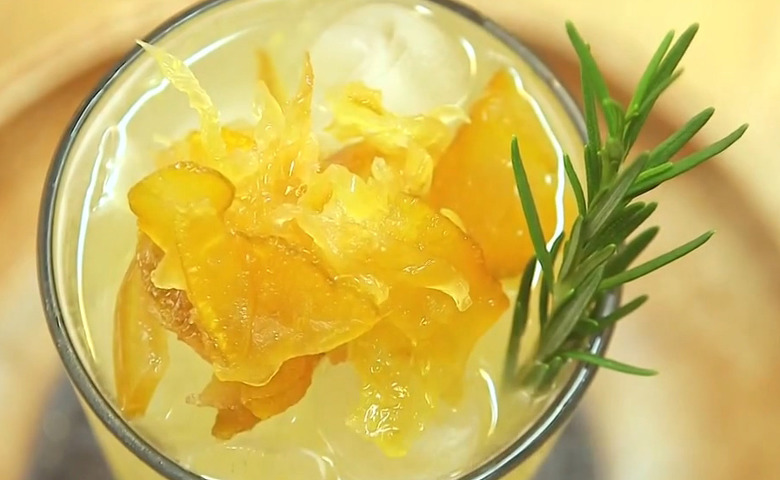
Thức uống pha Dangyuja

### Ẩm thực
Ngày nay, trái dangyuja được sử dụng chủ yếu để chế biến trà, dangyuja-cha (trà dangyuja). Y học dân gian thì dùng dangyuja ngăn ngừa và điều trị cảm lạnh thông thường. Món canh daengyuji-kkul-tang (nghĩa đen là "súp mật ong dangyuja"), dùng dangyuja xay nát chế thêm mật ong và gừng rồi vùi tro hồng cho đến khi keo lại như siro, khi cảm lạnh thì dùng. Ngoài ra y học cổ truyền Hàn Quốc còn dùng dangyuja trị các bệnh về đường tiêu hóa. Theo sách Dongui Bogam soạn năm 1613 thì dangyuja có thể giúp giải độc dạ dày, trị ngộ độc rượu và giúp người biếng ăn.